# Nahý mezi vlky

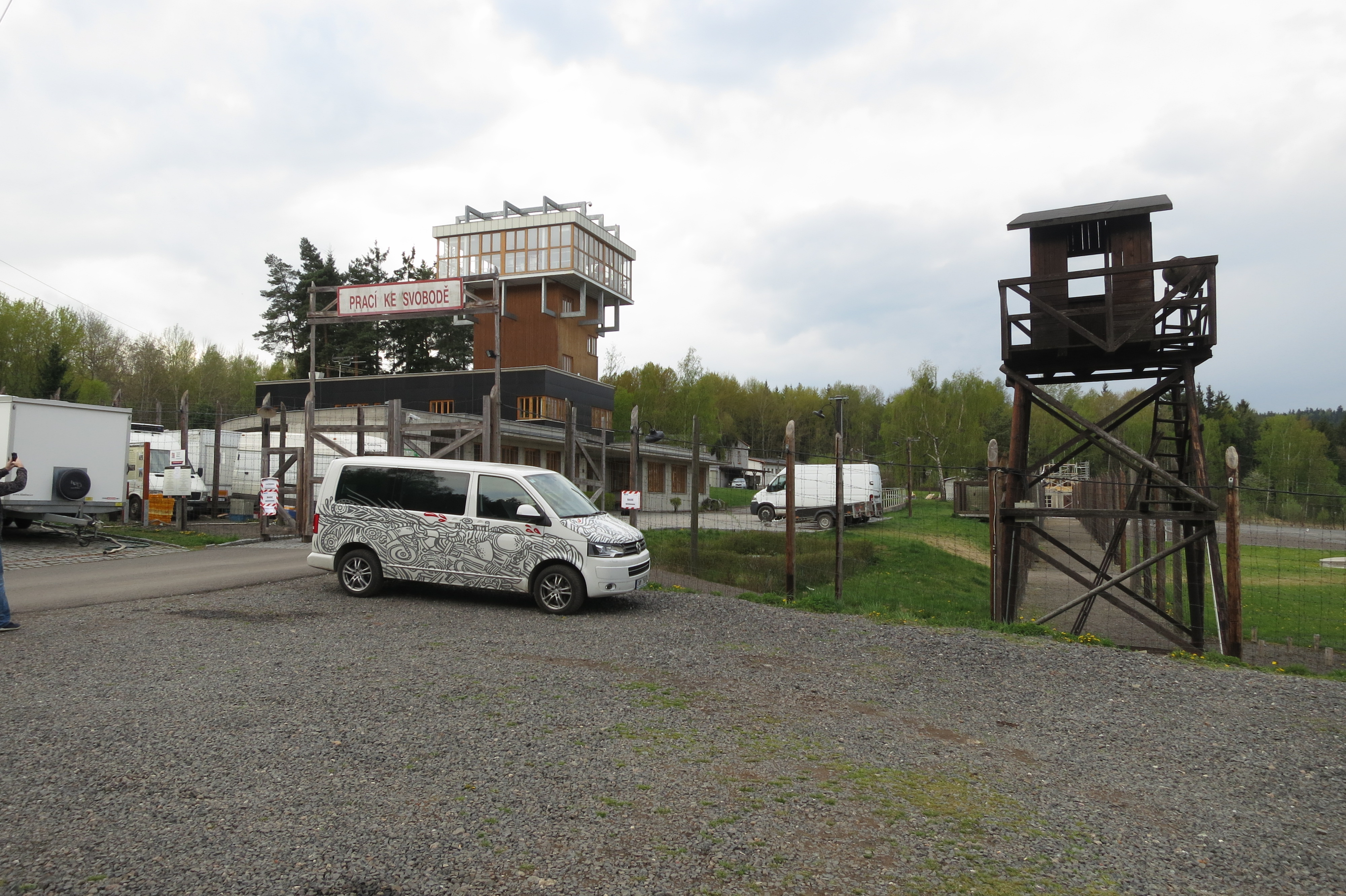
Památník Vojna při natáčení filmové adaptace románu

Nahý mezi vlky (německy Nackt unter Wölfen) je román východoněmeckého spisovatele Bruno Apitze z roku 1958. Děj se odehrává na konci války v koncentračním táboře Buchenwald. 

## Překlady
Byl přeložen do 25 jazyků a publikován ve 28 zemích. Do češtiny ho přeložil novinář a spisovatel Jiří Žák, který sám v buchenwaldském koncentračním táboře strávil čtyři roky.

## Adaptace
Román byl dvakrát zfilmován:
- stejnojmenný film z roku 1963[2]
- televizní film z roku 2015[3]